# Mistrovství světa v inline hokeji mužů FIRS 2010
Mistrovství světa v inline hokeji mužů 2010 je mužská inline hokejová akce roku 2010, která spadá pod federaci FIRS.

## Účastníci
| Vlajka             | Stát                      |
| ------------------ | ------------------------- |
| USA                | USA (Severní Amerika)     |
| Česko              | Česko (Evropa)            |
| Kanada             | Kanada (Severní Amerika)  |
| Francie            | Francie (Evropa)          |
| Španělsko          | Španělsko (Evropa)        |
| Itálie             | Itálie (Evropa)           |
| Švýcarsko          | Švýcarsko (Evropa)        |
| Kolumbie           | Kolumbie (Jižní Amerika)  |
| Mexiko             | Mexiko (Severní Amerika)  |
| Austrálie          | Austrálie (Austrálie)     |
| Argentina          | Argentina (Jižní Amerika) |
| Venezuela          | Venezuela (Jižní Amerika) |
| Spojené království | Velká Británie (Evropa)   |
| Německo            | Německo (Evropa)          |

## Stadiony
| Město  | Stadion              |
| ------ | -------------------- |
| Beroun | Zimní stadion Beroun |

## Pool A

### Skupina A
Ve skupině A hrála mužstva Francie, Švýcarska, USA a Kolumbie.
Zápasy
| 12. července 2010 12.30 |        |          |                              |
| USA                     | 10 - 0 | Kolumbie | Zimní stadion Beroun, Beroun |
|                         |        |          | Zimní stadion Beroun, Beroun |

| 12. července 2010 15.30 |       |           |                              |
| Francie                 | 4 - 4 | Švýcarsko | Zimní stadion Beroun, Beroun |
|                         |       |           | Zimní stadion Beroun, Beroun |

| 13. července 2010 15.00 |        |          |                              |
| Švýcarsko               | 12 - 1 | Kolumbie | Zimní stadion Beroun, Beroun |
|                         |        |          | Zimní stadion Beroun, Beroun |

| 13. července 2010 16.30 |       |         |                              |
| USA                     | 1 - 2 | Francie | Zimní stadion Beroun, Beroun |
|                         |       |         | Zimní stadion Beroun, Beroun |

| 14. července 2010 13.00 |       |         |                              |
| Kolumbie                | 1 - 6 | Francie | Zimní stadion Beroun, Beroun |
|                         |       |         | Zimní stadion Beroun, Beroun |

| 14. července 2010 16.00 |       |           |                              |
| USA                     | 6 - 2 | Švýcarsko | Zimní stadion Beroun, Beroun |
|                         |       |           | Zimní stadion Beroun, Beroun |

Tabulka
| Poř. | Tým       | Z | V | R | P | VG | OG | B |
| ---- | --------- | - | - | - | - | -- | -- | - |
| 1.   | Francie   | 3 | 2 | 1 | 0 | 12 | 6  | 5 |
| 2.   | USA       | 3 | 2 | 0 | 1 | 17 | 4  | 4 |
| 3.   | Švýcarsko | 3 | 1 | 1 | 1 | 18 | 11 | 3 |
| 4.   | Kolumbie  | 3 | 0 | 0 | 3 | 2  | 28 | 0 |

### Skupina B
Ve skupině B hrála mužstva Kanady, Itálie, Česka a Španělska.
Zápasy
| 12. července 2010 14.00 |       |           |                              |
| Kanada                  | 8 - 1 | Španělsko | Zimní stadion Beroun, Beroun |
|                         |       |           | Zimní stadion Beroun, Beroun |

| 12. července 2010 18.10 |       |       |                              |
| Itálie                  | 2 - 6 | Česko | Zimní stadion Beroun, Beroun |
|                         |       |       | Zimní stadion Beroun, Beroun |

| 13. července 2010 13.30 |       |        |                              |
| Kanada                  | 6 - 4 | Itálie | Zimní stadion Beroun, Beroun |
|                         |       |        | Zimní stadion Beroun, Beroun |

| 13. července 2010 20.10 |       |           |                              |
| Česko                   | 6 - 0 | Španělsko | Zimní stadion Beroun, Beroun |
|                         |       |           | Zimní stadion Beroun, Beroun |

| 14. července 2010 14.30 |       |           |                              |
| Itálie                  | 3 - 2 | Španělsko | Zimní stadion Beroun, Beroun |
|                         |       |           | Zimní stadion Beroun, Beroun |

| 14. července 2010 18.10 |       |       |                              |
| Kanada                  | 1 - 4 | Česko | Zimní stadion Beroun, Beroun |
|                         |       |       | Zimní stadion Beroun, Beroun |

Tabulka
| Poř. | Tým       | Z | V | R | P | VG | OG | B |
| ---- | --------- | - | - | - | - | -- | -- | - |
| 1.   | Česko     | 3 | 3 | 0 | 0 | 16 | 3  | 6 |
| 2.   | Kanada    | 3 | 2 | 0 | 1 | 15 | 9  | 4 |
| 3.   | Itálie    | 3 | 1 | 0 | 2 | 9  | 14 | 2 |
| 4.   | Španělsko | 3 | 0 | 0 | 3 | 3  | 17 | 0 |

### Vyřazovací boje
USA je po třinácté mistrem světa.

#### Čtvrtfinále
| 15. červenec 2010 14.00 |       |        |                              |
| USA                     | 2 - 1 | Itálie | Zimní stadion Beroun, Beroun |
|                         |       |        | Zimní stadion Beroun, Beroun |

| 15. červenec 2010 16.00 |                 |           |                              |
| Kanada                  | 5 – 6 po prodl. | Švýcarsko | Zimní stadion Beroun, Beroun |
|                         |                 |           | Zimní stadion Beroun, Beroun |

| 15. červenec 2010 18.10 |        |        |                              |
| Česko                   | 13 – 1 | Mexiko | Zimní stadion Beroun, Beroun |
|                         |        |        | Zimní stadion Beroun, Beroun |

| 15. červenec 2010 20.00 |       |         |                              |
| Francie                 | 4 - 1 | Německo | Zimní stadion Beroun, Beroun |
|                         |       |         | Zimní stadion Beroun, Beroun |

#### Semifinále
| 16. červenec 2010 16.00 |       |           |                              |
| Francie                 | 0 - 7 | Švýcarsko | Zimní stadion Beroun, Beroun |
|                         |       |           | Zimní stadion Beroun, Beroun |

| 16. červenec 2010 18.10 |       |     |                              |
| Česko                   | 3 - 8 | USA | Zimní stadion Beroun, Beroun |
|                         |       |     | Zimní stadion Beroun, Beroun |

#### O 3. místo
| 17. červenec 2010 18:10 |       |         |                              |
| Česko                   | 5 - 2 | Francie | Zimní stadion Beroun, Beroun |
|                         |       |         | Zimní stadion Beroun, Beroun |

#### Finále
| 17. červenec 2010 20:00 |       |           |                              |
| USA                     | 6 - 1 | Švýcarsko | Zimní stadion Beroun, Beroun |
|                         |       |           | Zimní stadion Beroun, Beroun |

#### O další místa

##### O umístění
| 16. červenec 2010 12.00 |       |        |                              |
| Itálie                  | 6 - 3 | Mexiko | Zimní stadion Beroun, Beroun |
|                         |       |        | Zimní stadion Beroun, Beroun |

| 16. červenec 2010 14.00 |       |         |                              |
| Kanada                  | 8 - 2 | Německo | Zimní stadion Beroun, Beroun |
|                         |       |         | Zimní stadion Beroun, Beroun |

##### O 7. místo
| 17. červenec 2010 9:00 |       |         |                              |
| Mexiko                 | 2 - 7 | Německo | Zimní stadion Beroun, Beroun |
|                        |       |         | Zimní stadion Beroun, Beroun |

##### O 5. místo
| 17. červenec 2010 11.00 |       |        |                              |
| Itálie                  | 4 - 2 | Kanada | Zimní stadion Beroun, Beroun |
|                         |       |        | Zimní stadion Beroun, Beroun |

## Pool B

### Skupina C
Ve skupině C hrála mužstva Velké Británie, Venezuely, Německa, Argentiny, Austrálie a Mexika.
Zápasy
| 12. července 2010 8.00 |       |           |                              |
| Velká Británie         | 9 - 5 | Venezuela | Zimní stadion Beroun, Beroun |
|                        |       |           | Zimní stadion Beroun, Beroun |

| 12. července 2010 9.30 |       |           |                              |
| Německo                | 9 - 6 | Argentina | Zimní stadion Beroun, Beroun |
|                        |       |           | Zimní stadion Beroun, Beroun |

| 12. července 2010 11.00 |       |        |                              |
| Austrálie               | 5 - 3 | Mexiko | Zimní stadion Beroun, Beroun |
|                         |       |        | Zimní stadion Beroun, Beroun |

| 12. července 2010 19.45 |       |         |                              |
| Venezuela               | 0 - 7 | Německo | Zimní stadion Beroun, Beroun |
|                         |       |         | Zimní stadion Beroun, Beroun |

| 13. července 2010 9.00 |       |           |                              |
| Velká Británie         | 2 - 1 | Austrálie | Zimní stadion Beroun, Beroun |
|                        |       |           | Zimní stadion Beroun, Beroun |

| 13. července 2010 10.30 |       |        |                              |
| Německo                 | 2 - 2 | Mexiko | Zimní stadion Beroun, Beroun |
|                         |       |        | Zimní stadion Beroun, Beroun |

| 13. července 2010 12.00 |       |           |                              |
| Argentina               | 6 - 2 | Venezuela | Zimní stadion Beroun, Beroun |
|                         |       |           | Zimní stadion Beroun, Beroun |

| 13. července 2010 18.00 |       |                |                              |
| Mexiko                  | 4 - 3 | Velká Británie | Zimní stadion Beroun, Beroun |
|                         |       |                | Zimní stadion Beroun, Beroun |

| 14. července 2010 8.30 |       |         |                              |
| Austrálie              | 3 - 6 | Německo | Zimní stadion Beroun, Beroun |
|                        |       |         | Zimní stadion Beroun, Beroun |

| 14. července 2010 10.00 |       |           |                              |
| Velká Británie          | 2 - 4 | Argentina | Zimní stadion Beroun, Beroun |
|                         |       |           | Zimní stadion Beroun, Beroun |

| 14. července 2010 11.30 |       |           |                              |
| Mexiko                  | 4 - 2 | Venezuela | Zimní stadion Beroun, Beroun |
|                         |       |           | Zimní stadion Beroun, Beroun |

| 14. července 2010 19.45 |       |           |                              |
| Austrálie               | 4 - 1 | Argentina | Zimní stadion Beroun, Beroun |
|                         |       |           | Zimní stadion Beroun, Beroun |

| 15. července 2010 8.00 |       |                |                              |
| Německo                | 5 - 8 | Velká Británie | Zimní stadion Beroun, Beroun |
|                        |       |                | Zimní stadion Beroun, Beroun |

| 15. července 2010 9.30 |       |           |                              |
| Venezuela              | 1 - 9 | Austrálie | Zimní stadion Beroun, Beroun |
|                        |       |           | Zimní stadion Beroun, Beroun |

| 15. července 2010 11.00 |       |        |                              |
| Argentina               | 4 - 6 | Mexiko | Zimní stadion Beroun, Beroun |
|                         |       |        | Zimní stadion Beroun, Beroun |

Tabulka
| Poř. | Tým            | Z | V | R | P | VG | OG | B |
| ---- | -------------- | - | - | - | - | -- | -- | - |
| 1.   | Mexiko         | 5 | 3 | 1 | 1 | 19 | 16 | 7 |
| 2.   | Německo        | 5 | 3 | 1 | 1 | 28 | 19 | 7 |
| 3.   | Austrálie      | 5 | 3 | 0 | 2 | 22 | 12 | 6 |
| 4.   | Velká Británie | 5 | 3 | 0 | 2 | 24 | 18 | 6 |
| 5.   | Argentina      | 5 | 2 | 0 | 2 | 21 | 23 | 4 |
| 6.   | Venezuela      | 5 | 0 | 0 | 5 | 10 | 35 | 0 |

### Vyřazovací boje
Světový pohár vyhrálo Španělsko.

#### Semifinále
| 16. červenec 2010 8:00 |                 |                |                              |
| Španělsko              | 4 - 3 po prodl. | Velká Británie | Zimní stadion Beroun, Beroun |
|                        |                 |                | Zimní stadion Beroun, Beroun |

| 16. červenec 2010 10:00 |       |           |                              |
| Kolumbie                | 2 - 5 | Austrálie | Zimní stadion Beroun, Beroun |
|                         |       |           | Zimní stadion Beroun, Beroun |

#### O 3. místo
| 17. červenec 2010 13:00 |       |          |                              |
| Velká Británie          | 6 - 1 | Kolumbie | Zimní stadion Beroun, Beroun |
|                         |       |          | Zimní stadion Beroun, Beroun |

#### Finále
| 17. červenec 2010 18:00 |       |           |                              |
| Španělsko               | 1 - 0 | Austrálie | Zimní stadion Beroun, Beroun |
|                         |       |           | Zimní stadion Beroun, Beroun |

#### O další místa

##### O 5. místo
| 16. červenec 2010 20.00 |       |           |                              |
| Argentina               | 6 - 3 | Venezuela | Zimní stadion Beroun, Beroun |
|                         |       |           | Zimní stadion Beroun, Beroun |

## Konečné pořadí týmů
| Místo | Tým            |
| ----- | -------------- |
| 1.    | USA            |
| 2.    | Švýcarsko      |
| 3.    | Česko          |
| 4.    | Francie        |
| 5.    | Itálie         |
| 6.    | Kanada         |
| 7.    | Německo        |
| 8.    | Mexiko         |
| 9.    | Španělsko      |
| 10.   | Austrálie      |
| 11.   | Velká Británie |
| 12.   | Kolumbie       |
| 13.   | Argentina      |
| 14.   | Venezuela      |